# Stridsskola Syd

Pansartruppernas officershögskolas vapen, åren 1981–1991. Senare fört av Pansartruppernas stridsskola åren 1991–1995.

Stridsskola Syd (SSS) var en armégemensam fack- och funktionsskola inom svenska armén som verkade i olika former åren 1980–1998. Förbandsledningen var förlagd i Skövde garnison i Skövde.

## Historik
Stridsskola Syd (SSS) har sitt ursprung i Pansartruppernas stridsskola (PS), vilken bildades den 1 juni 1980, genom att de två skolorna Pansartruppernas kadett- och aspirantskola (PKAS) till Pansartruppskolan (PS) sammanslogs till en skola.
Den den 1 juli 1991 uppgick skolan och blev organisatoriskt en del av Arméns pansarcentrum (PaC). Den 30 juni 1995 sammanslogs truppslagscentrumen Arméns pansarcentrum (PaC) och Arméns infanteri- och kavallericentrum (InfKavC), för att den 1 juli 1995 bilda ett gemensamt truppslagscentrum, Arméns brigadcentrum (BrigC). I samband med denna omorganisation kom Pansartruppernas stridsskola (PS) att omorganiseras och bildade från den 1 juli 1995 Stridsskola Syd (SSS). Vidare bildades Stridsskola Nord (SSN) i Umeå garnison, Stridsskola Mitt (SSM) i Kvarn.
Den 31 december 1997 upplöstes och avvecklades Arméns brigadcentrum (BrigC), och de tre stridsskolorna underställdes chefen för Armécentrum. Genom skolutredning "En samordnad militär skolorganisation" (SOU 1997:112), vilken utredde ett nytt militärt skolsystem, som regeringens utredningsman genomförde i samverkan med Försvarsmakten och Försvarshögskolan, föreslog skolutredningen att Stridsskola Nord (SSN), Stridsskola Mitt (SSM) och Stridsskola Syd (SSS) skulle upplösas som separata skolor, och istället inordnas i en ny skola. Den nya skolan skulle lokaliseras till Skövde, med en underavdelning i Kvarn. Regeringen delade utredningens förslag, och föreslog därmed i sin proposition 1997/98:1 utgiftsområde 6, att Stridsskola Syd (SSS) skulle upplösas och avvecklas, för att istället organiseras som en underskola till den nya Markstridsskolan. Stridsskola Syd (SSS) upplöstes och avvecklades den 31 december 1998. I dess ställe bildades den 1 januari 1999 Markstridsskolan (MSS).

## Verksamhet
När Stridsskola Syd bildades 1995, svarade den nya skolan huvudsakligen för den grundläggande utbildningen av officerare tillhörande infanteriet, kavalleriet samt pansartrupperna från förband inom Södra militärområdet (Milo S). Stridsskola Syd utbildade officerare och förband för att verka i öppen och småbruten terräng. Vid skolan utbildades personal på stridsfordon: stridsvagn 121, stridsvagn 122, alla versioner av stridsfordon 90, alla versioner av pansarbandvagn 302 och pansarvärnsrobotbandvagn 551.
Den 31 december 1998 upphörde den grundläggande utbildningen inom respektive försvarsgrenarna och inom armén vid truppslagen. Istället samlades från den 1 januari 1999 officersutbildning till tre nya försvarsmaktsgemensamma militärhögskolor Militärhögskolan Karlberg (MHS K), Militärhögskolan Halmstad (MHS H) och Militärhögskolan Östersund (MHS Ö).

## Ingående enheter

### Pansartruppernas officershögskola
Pansartruppernas officershögskola (POHS) bildades den 28 september 1942 som Pansartruppernas officersaspirantskola (POAS). Skolan var då förlagd till Södermanlands regemente (P 3) i Strängnäs garnison. Den 28 september 1945 omorganiserades skolan till Pansartruppernas kadettskola (PKS) och den 3 april 1946 förlades den till Göta livgarde (P 1) i Enköpings garnison. Den 1 april 1961 omorganiserades skolan till Pansartruppernas kadett- och aspirantskola (PKAS). I samband med att Göta livgarde skulle avvecklas, kom skolan den 1 juni 1980 att omlokaliseras till Skövde garnison, där den blev en del av Pansartruppskolan (PS). Den 1 juni 1981 omorganiserades skolan till Pansartruppernas officershögskola (POHS). I samband med att Pansartruppskolan omorganiserades till Stridsskola Syd (SSS), kom Pansartruppernas officershögskola att organiseras som en utbildningssektion.

### Wästgöta bataljon
Wästgöta bataljon var en skolbataljon vid Stridsskola Syd, den bestod under ett utbildningsår av två kompanier och en bataljonsledning.

## Förläggningar och övningsplatser
Från den 10 mars 1966 var Pansartruppskolan förlagd till Klagstorps herrgård, vilket ligger i södra delen av närövningsfältet. År 1980 flyttades delar av skolan in till Skaraborgs regementes kasernområde, och förlades i kasern II, där skolan disponerade de två översta våningarna samt vindsvåningen. År 1986 lämnades Skaraborgs regementes kasernområde, och istället flyttades skolverksamheten in i den nya skolbyggnaden på Heden.

## Heraldik och traditioner
Stridsskola Syd har sina traditioner och arv från Pansartruppskolan och Pansartruppernas kadett- och aspirantskola. När skolan bildades 1980 antogs "Pansarkamrater" (Green) som förbandsmarsch. Marschen är ett arv från Arméns brigadcentrum, men tillägnades 1966 Pansartruppskolan. Marschen fastställdes för Pansartruppskolan den 26 april 1976. År 1992 övertogs den av Arméns brigadcentrum, och 1995 av Stridsskola Syd. Efter att Stridsskola Syd upplöstes och avvecklades, förs dess förbandsmarsch och traditioner vidare av Markstridsskolan (MSS). Den skolbataljon som fanns vid skolan, Wästgöta bataljon, vårdade tillsammans med dessa kompanier, Laske och Gudhem kompani, traditioner som Skaraborgs regemente ärvde den 1 januari 1928 från det upplösta och avvecklade Västgöta regemente (I 6). Laske kompani (ursprungligen 1:a majorens kompani) utgjorde 2. kompaniet, och Gudhem kompani 7. kompaniet vid Västgöta regemente.

### Utmärkelsetecken
År 1997 instiftades Wästgöta Bataljon 96/97 minnesmedalj (WBMM).

## Förbandschefer

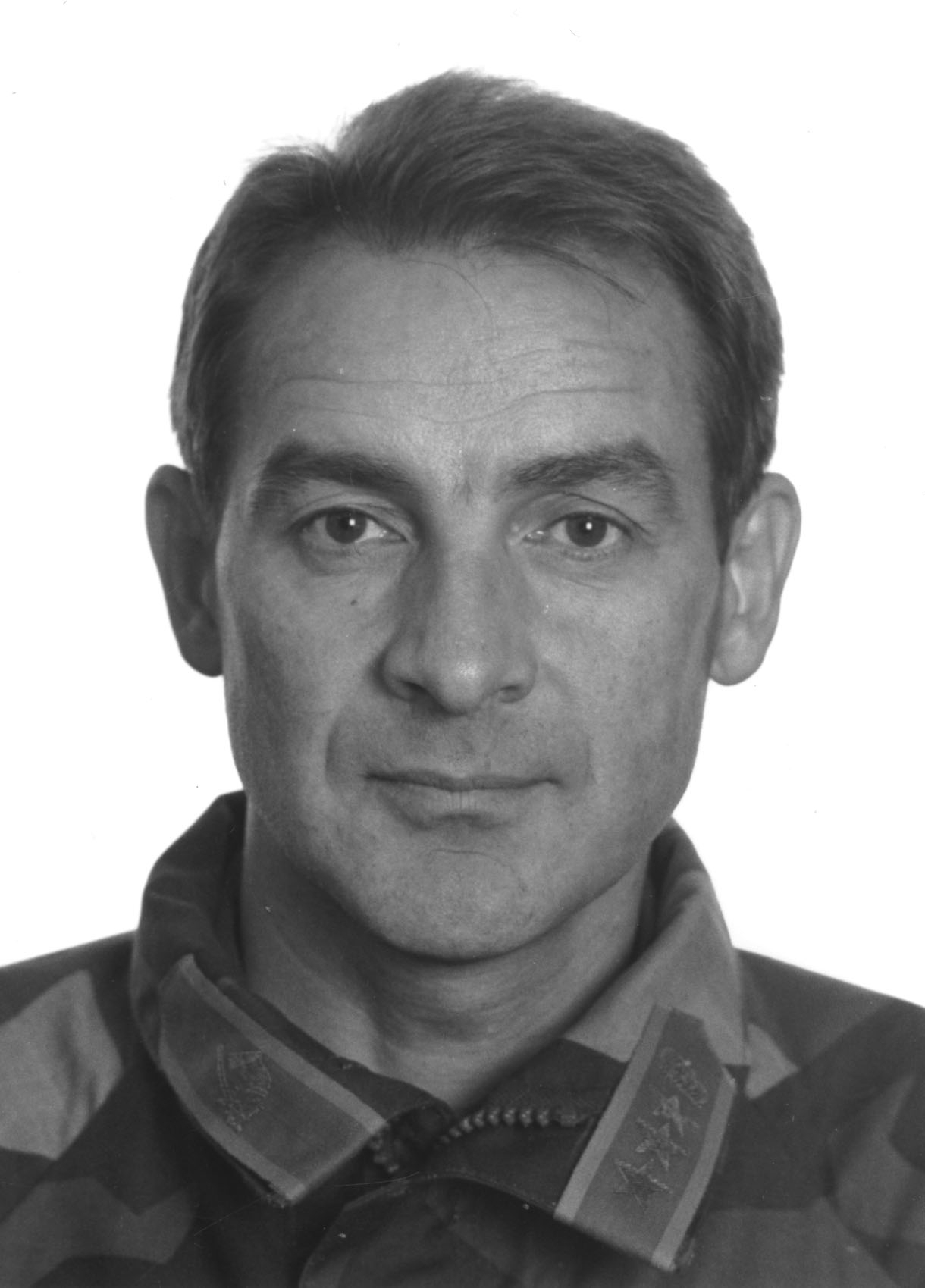
Överste Paul Degerlund som chef för SSS (1995–1998).

Nedan anges cheferna för Pansartruppernas stridsskola och Stridsskola Syd åren 1980–1998.

- 1980-06-01–1981-09-30: Överste Hans Nilsson
- 1981-10-01–1985-03-31: Överste Håkan Waernulf
- 1985-04-01–1987-09-30: Överste Bengt Anderberg
- 1987-10-01–1988-05-31: Överstelöjtnant Mac Catoni
- 1988-06-01–1990-06-30: Överste Jan Bergström
- 1990-07-01–1991-06-30: Överste Ulf Henriksson
- 1991-07-01–1992-09-30: Överste Mats Hansson
- 1992-10-01–1993-10-31: Överste Roland Appelqvist
- 1993-11-01–1995-05-31: Överste Andrus Toom
- 1995-06-01–1998-06-30: Överste Paul Degerlund
- 1998-07-01–1998-12-31: Överste Tommy Johansson

## Namn, beteckning och förläggningsort
| Pansartruppernas stridsskola | 1980-06-01 | – | 1995-06-30 |
| Stridsskola Syd              | 1995-07-01 | – | 1998-12-31 |

| PS  | 1980-06-01 | – | 1995-06-30 |
| SSS | 1995-07-01 | – | 1998-12-31 |

| Skövde garnison/Klagstorp (F) | 1966-03-01 | – | 1991-06-30 |
| Skövde garnison (F)           | 1991-07-01 | – | 1998-12-31 |